# Iglesia de la Asunción (Ullíbarri de los Olleros)
La iglesia de la Asunción es un templo católico situado en el concejo de Ullíbarri de los Olleros, en el municipio español de Vitoria.

## Descripción
El edificio se encuentra en el concejo alavés de Ullíbarri de los Olleros, en la comunidad autónoma del País Vasco. Construido en el siglo XVI, está protegido bajo la categoría de «zona de presunción arqueológica». Se menciona como iglesia parroquial del lugar en el Diccionario geográfico-estadístico-histórico de España y sus posesiones de Ultramar de Pascual Madoz, donde se dice que a mediados del siglo XIX estaba «servida por un beneficiado» y que contaba con «cementerio en parage ventilado». Décadas después, ya en el siglo XX, Vicente Vera y López vuelve a reseñarla en el tomo de la Geografía general del País Vasco-Navarro dedicado a Álava con las siguientes palabras: «Su parroquia es de categoría rural de segunda clase; está dedicada á la Asunción de Nuestra Señora y pertenece al arciprestazgo de Armentia».
Los registros sacramentales de bautismos, matrimonios y decesos generados por la parroquia de la Asunción desde el siglo XV hasta el final del XIX se conservan con los del resto de iglesias de la provincia en el Archivo Histórico Diocesano de Vitoria, donde pueden consultarse.